# Спортски догађаји и личности године (Србија)
„Спортска галаксија“ и „Спортски Журнал“ сваке године у децембру бирају најважније спортске догађаје и најбоље спортске личности које су обележили ту годину. 

### 2005.
Награде за 2005. годину су додељене у среду 21. децембра 2005. у хотелу „Интерконтинентал“ у Београду. 
Догађаји године су:
1. Пласман фудбалске репрезентације на Светско првенство 2006. у Немачкој.
2. Прво место на Светском првенству у Монтреалу и Светској лиги у Београду сениорске ватерполо репрезентације.
3. Организација кошаркашког Европског првенства у Београду, Новом Саду, Подгорици и Вршцу.
4. Организација завршнице одбојкашке Светске лиге и Европског првенства у Београду.

За спортисте године проглашени су: Никола Жигић и Матеја Кежман (фудбал), Александар Шапић и Данило Икодиновић (ватерполо), Иван Миљковић (одбојка), Јасна Шекарић (стрељаштво), Огњен Филиповић и Драган Зарић (кајак), Ана Ивановић (тенис).
Спортске наде и најбољи млади фудбалери: Владимир Стојковић (фудбал), Филип Филиповић (ватерполо), Миљана Мусовић и Драган Лабовић (кошарка), Жарко Шешум (рукомет) и Милан Узуновић (веслање).
Награђене спортске личности за 2005. су: Томислав Караџић (председник Фудбалског савеза Србије и Црбне Горе), Илија Петковић (селектор сениорске фудбалске репрезентације), Петар Поробић (селектор сениорске ватерполо репрезентације), Љубомир Травица (селектор сениорске одбојкашке репрезентације) и Веселин Вујовић (селектор рукометних репрезентација).
Осим тога специјалне плакете добили су: за спортско новинарство Мидораг Симеуновић, главни и одговорни уредник „Спортског Журнала“; за хотелијерство Миљан Вуксановић, директор хотела „Интерконтинентал“.